# Ruth Koppenhöfer
Ruth Koppenhöfer (* 18. September 1922 in Heilbronn; † 1994 in Neustadt an der Weinstraße) war eine deutsche Keramik-Künstlerin und Mitglied der 1983/84 gegründeten Gruppe 83.
Nach dem Abitur 1941 studierte Koppenhöfer Architektur an der TH Stuttgart von 1942 bis 1944 (Vordiplom) und von 1946 bis 1949 (Abschluss). Von 1951 bis 1956 arbeitete sie als Architektin. Als Gastschülerin besuchte sie von 1956 bis 1957 die damals eigenständige Staatliche Fachschule für Keramik in Höhr-Grenzhausen, 1957/58 bildete sie sich weiter bei Richard Bampi in Kandern.
1959 eröffnete Koppenhöfer eine eigene keramische Werkstatt in Neustadt an der Weinstraße und veranstaltete ab 1973 jährliche Werkstattausstellungen. In den 1980er Jahren beschäftigte sie sich verstärkt mit der Malerei, insbesondere mit der Aquarell- und später auch mit der Radiertechnik.

## Ausstellungen
- 1982 Ludwigshafen am Rhein, Wilhelm-Hack-Museum; Katalog
- 1983 Mannheim und Karlsruhe
- 1984 Düsseldorf, Köln, Seattle (USA)
- 1985 Bremen, Focke-Museum: „Koppenhöfer – Stahl – Hillers“
- 1995 Gedächtnisausstellungen in Kaiserslautern und Neustadt-Mußbach (Herrenhof)

## Auszeichnungen
- 1965 Silbermedaille „Die Glasuren in der modernen Keramik“, Genf
- 1970 Staatspreis von Rheinland-Pfalz, Mainz
- 1971 Aufnahme in die Académie Internationale de la Céramique